# Brachynotocoris puncticornis
Brachynotocoris puncticornis is een wants uit de familie van de blindwantsen (Miridae). De soort werd het eerst wetenschappelijk beschreven door Odo Reuter in 1880.

## Uiterlijk
De heldergroene, langwerpig ovaal gevormde blindwants is altijd langvleugelig en kan 4,5 tot 5 mm lang worden. De voorvleugels zijn lichtgroen met een gele buitenrand. Ook aan de randen van het driehoekige vlak rondom het scutellum bevindt zich meestal een gele rand. De pootjes hebben een groene kleur met op de achterschenen lichte stekels. De antennes zijn relatief lang en geel met uitzondering van het eerste segment dat groen gekleurd is. Het lichaam is lichtgroen van kleur en bedekt met lichte haartjes. Het doorzichtige deel van de voorvleugels heeft groene aders.

## Leefwijze
De volwassen dieren kunnen worden gevonden langs bosranden en in parken op Es (Fraxinus excelsior), van juli tot eind augustus. Er is een enkele generatie per jaar en de soort overwintert als eitje.

## Leefgebied
De soort heeft een Palearctisch verspreidingsgebied, van de Kaukasus, Centraal-Azië en Noord-Afrika tot in Europa. Vanaf het zuiden van Europa heeft de wants zich uitgebreid naar het noordwesten en vanaf 1989 wordt de soort ook in Nederland waargenomen, al blijft hij hier zeldzaam.